# Calendula officinalis
Calendula officinalis, conhecida como calêndula, maravilha ou margarida é uma planta do género Calendula. Era usada na Grécia, Roma, Arábia e Índia antigas como planta medicinal bem como corante têxtil, corante alimentar e em cosméticos.
As folhas e pétalas da calêndula são comestíveis, sendo as pétalas adicionadas aos pratos como guarnição em substituição do açafrão. As folhas podem ser doces mas são geralmente amargas, e podem ser usadas em saladas.
Trata-se de uma planta bastante cultivada e cresce facilmente em locais soalheiros (isto é, onde há boa incidência da luz solar) na maioria dos solos.

## Farmacologia
Calendula officinalis é usada no tratamento de problemas de pele e da dor, como bactericida, antisséptico e anti-inflamatório. As pétalas e o pólen contêm ésteres triterpenoides (anti-inflamatório) e os carotenoides flavoxantina e auroxantina (antioxidantes e origem da coloração amarelo-laranja). As folhas e os caules contêm outros carotenoides, sobretudo luteína (80%) e zeaxantina (5%) e beta-caroteno. Os extractos da planta são também muito usados em cosméticos, presumivelmente devido à presença de compostos como saponinas, resinas e óleos essenciais.
A Calendula officinalis é uma planta que, desde 2009, foi reconhecida pelo Ministério da Saúde do Brasil como possuidora de propriedades fitoterápicas.
Além disso, a calêndula está presente na fórmula de alguns shampoos para cabelos claros, pois sabe-se que o extrato dessa planta contém, assim como a camomila e a macela, um pigmento amarelo responsável por acentuar a cor dos cabelos de tons castanho claro a louro dando-lhes reflexos dourados de forma natural e gradual.

## Galeria

Calendula officinalis
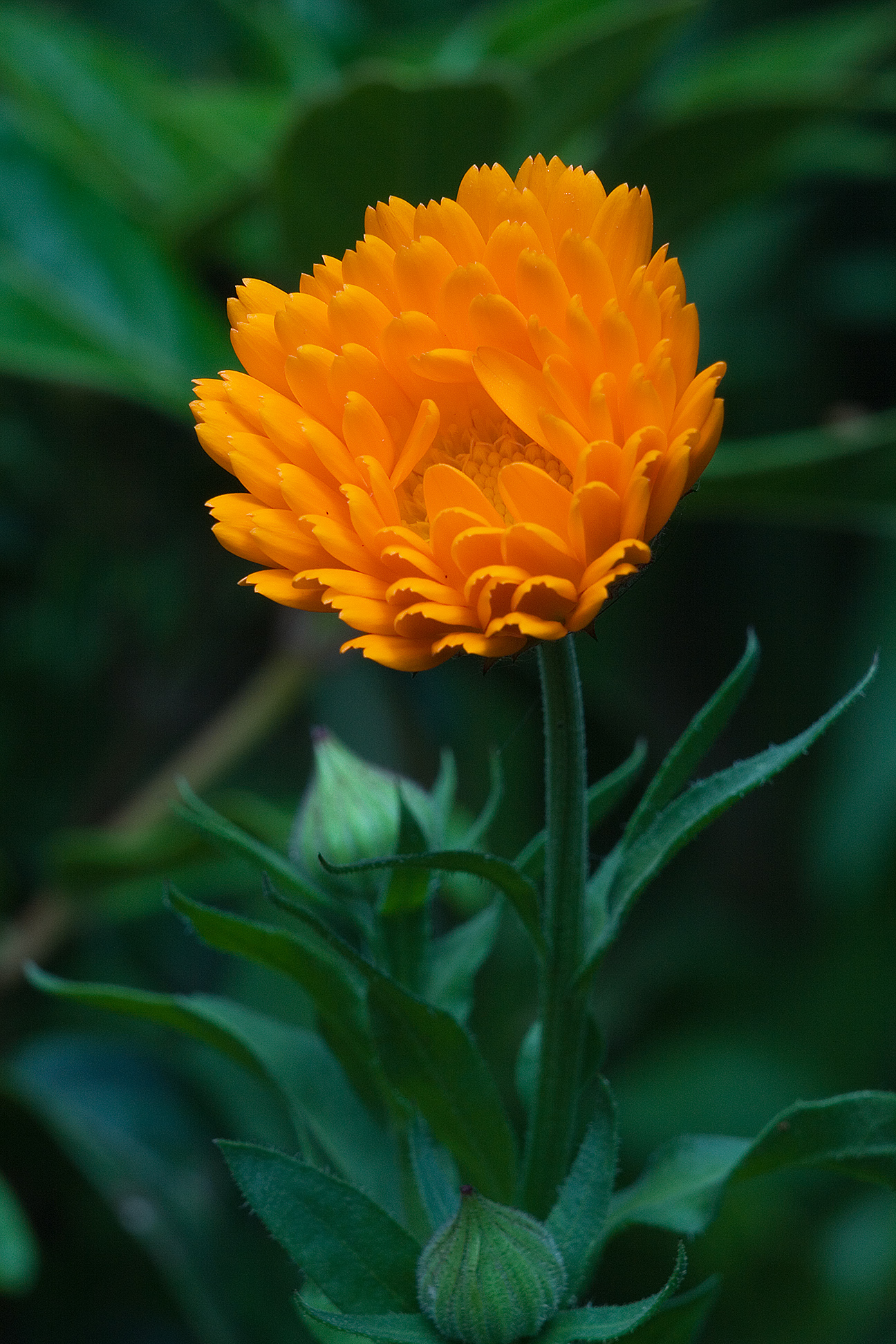
C. Officinalis em floração.
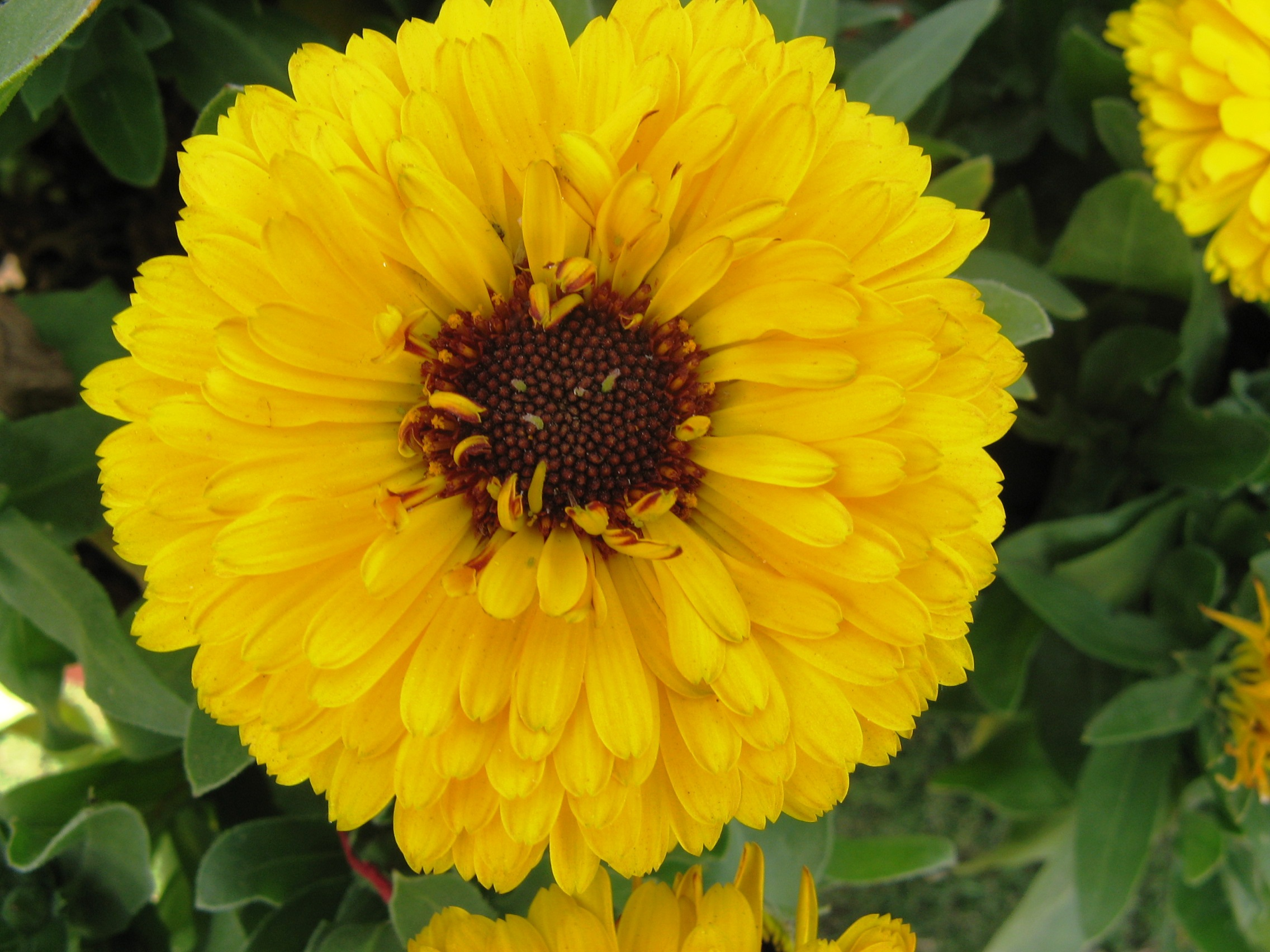
C. Officinalis em floração.
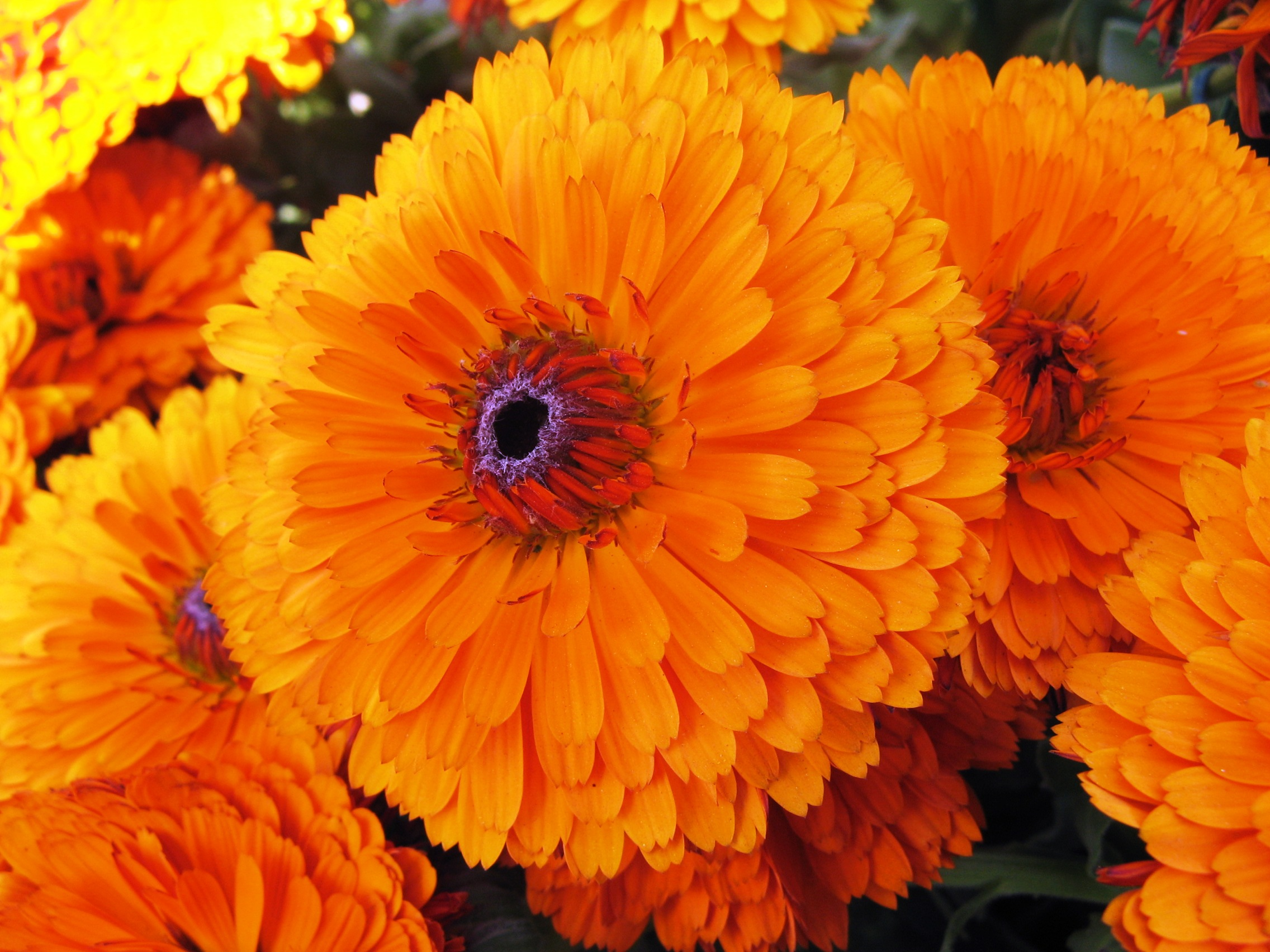
C. Officinalis em floração.
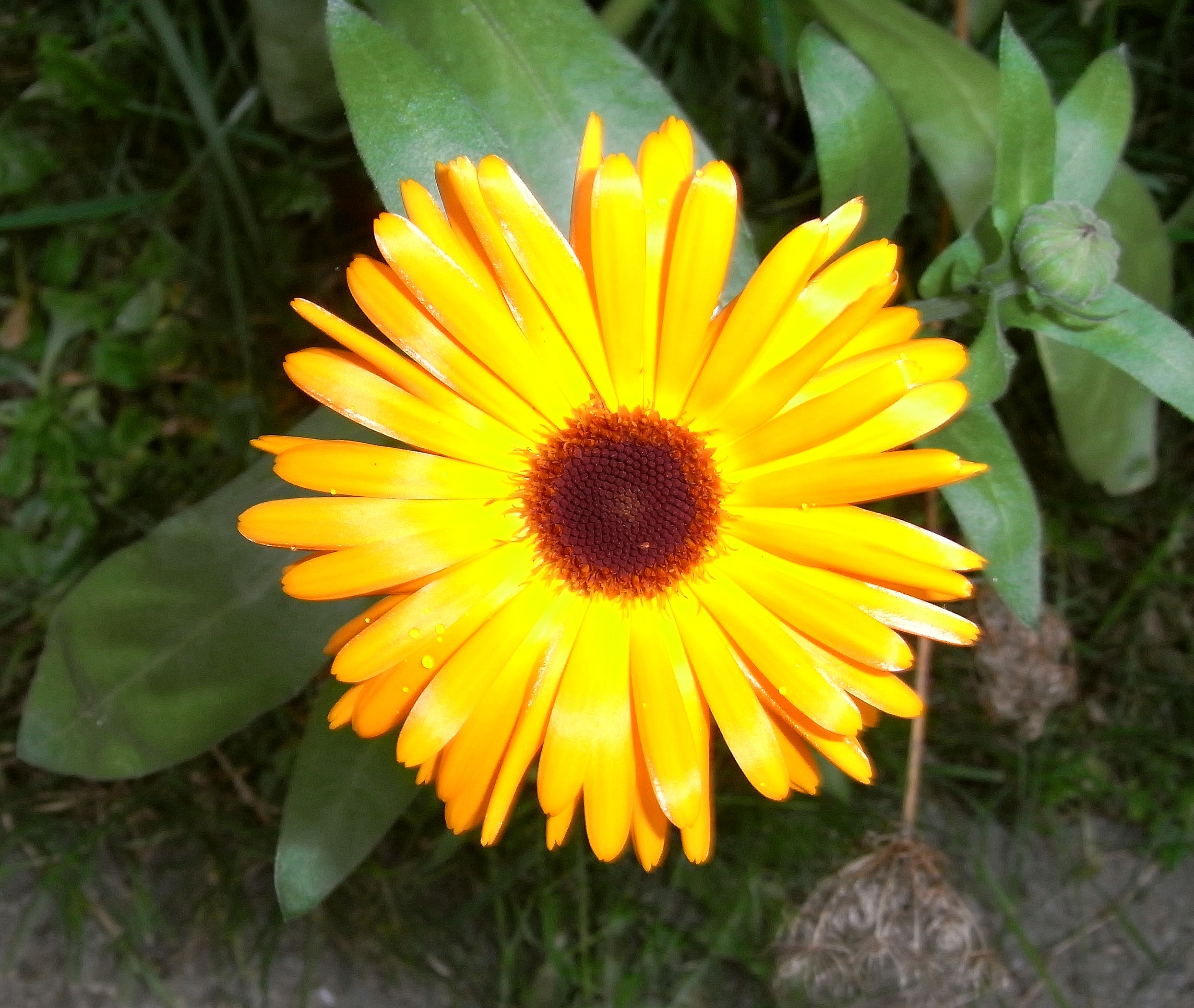